# Styposis clausis
Styposis clausis là một loài nhện trong họ Theridiidae.
Loài này thuộc chi Styposis. Styposis clausis được Herbert Walter Levi miêu tả năm 1960.

## Hình ảnh